# Fajã

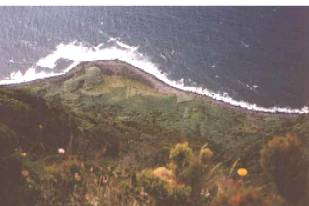
A Fajã Rasa, uma fajã típica da costa norte da ilha de São Jorge.

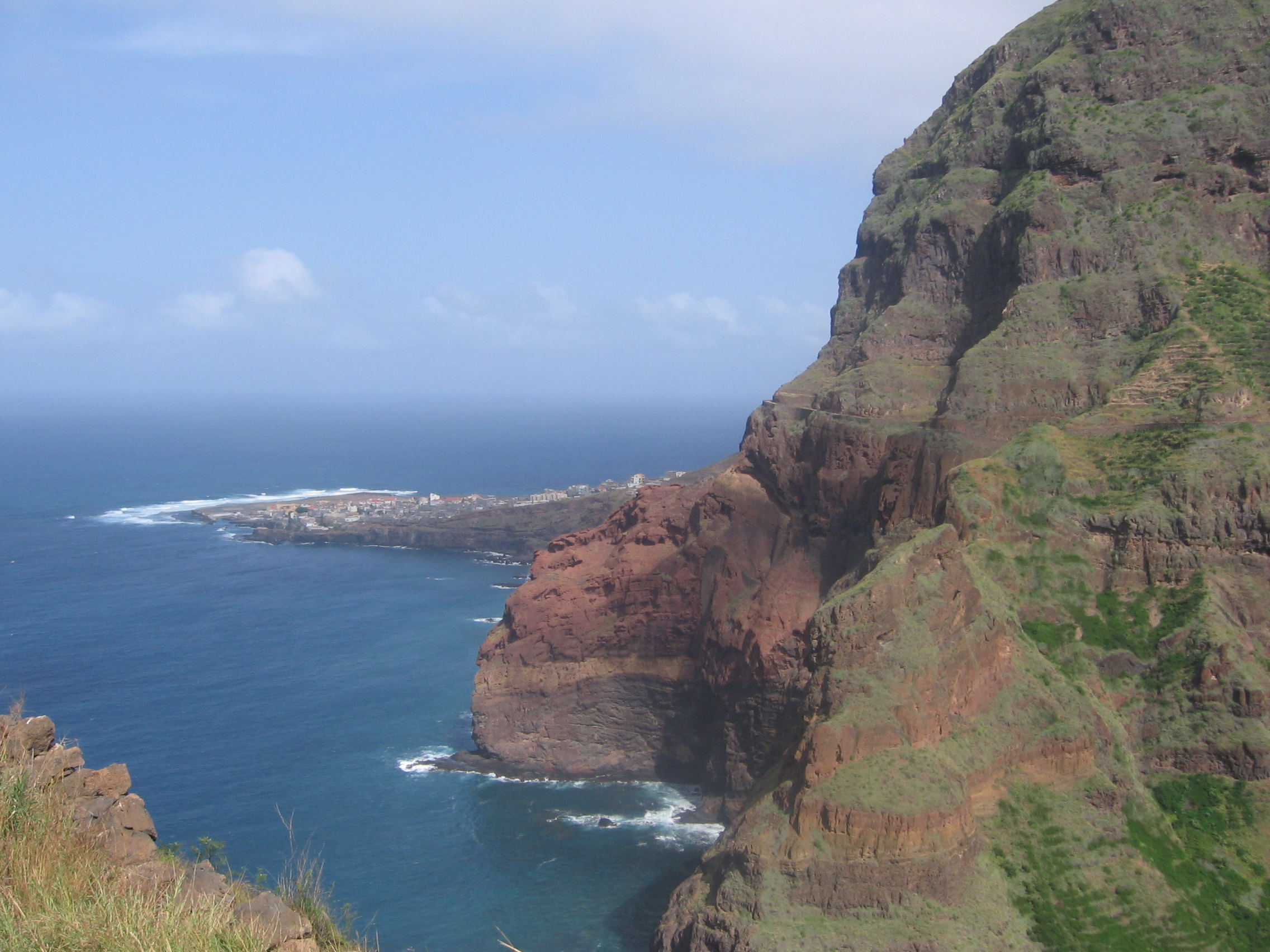
Ponta do Sol fica situada numa fajã da costa norte da ilha de Santo Antão, Cabo Verde

Fajã designa uma porção de terra plana, em geral cultivável, de pequena extensão, situado à beira-mar, formado de materiais desprendidos das arribas ou por deltas lávicos resultantes da penetração no mar de escoadas de lava provenientes da vertente. 
Fajãs existem em quase todas as ilhas da Macaronésia, mas são mais comuns, ditando em boa parte a distribuição da população, na ilha de São Jorge. Naquela ilha, as vilas sedes dos seus dois concelhos, Velas e Calheta, situam-se em fajãs, como acontece no caso da vila das Lajes do Pico, na vizinha ilha do Pico. Uma das mais recentes fajãs do planeta encontra-se na ilha de La Palma, no município de Tazacorte. Começou a formar-se no fim do dia 28 de setembro de 2021, resultando do delta lávico da escoada de lava da erupção vulcânica de La Palma de 2021.

## Terminologia
António Cândido de Figueiredo, no seu Novo Dicionário da Língua Portuguesa, define fajã como toda a terra baixa e chã ou como pequena extensão de terreno plano, susceptível de cultura, junto a uma rocha, geralmente à beira-mar, formada em regra por materiais desprendidos por quebradas ou acumulados na foz de uma ribeira e assentes quase sempre num banco de lava muito resistente. Assim como o seu equivalente em espanhol fajana, é um termo de origem obscura Os termos fajã e fajana estão difundidos em toda a Macaronésia, sendo muito comum nos Açores, onde aparece em quase todas as ilhas, nas ilhas da Madeira e Porto Santo, em muitas ilhas de Cabo Verde e nas Canárias. Embora o termo fajã seja em geral utilizado para designar plataformas costeiras, é por vezes utilizado na toponímia da Macaronésia em ligação a pequenas zonas planas anichadas junto a montes ou colinas com encostas íngremes. É o caso das zonas aplanadas onde se situam as freguesias de Fajã de Baixo e de Fajã de Cima, na ilha de São Miguel, ambas freguesias interiores sem qualquer ligação à costa. O mesmo acontece com o topónimo Fajã das Ovelhas, um local de altitude, nas faldas norte da Serra de Santa Bárbara, na ilha Terceira. Nesta acepção a palavra confunde-se com o termo achada, também utilizado na Macaronésia para descrever uma zona aplanada entre montes, em especial as plataformas planálticas suspensas entres os grandes vulcões centrais das ilhas e a costa.

## Tipos de fajãs

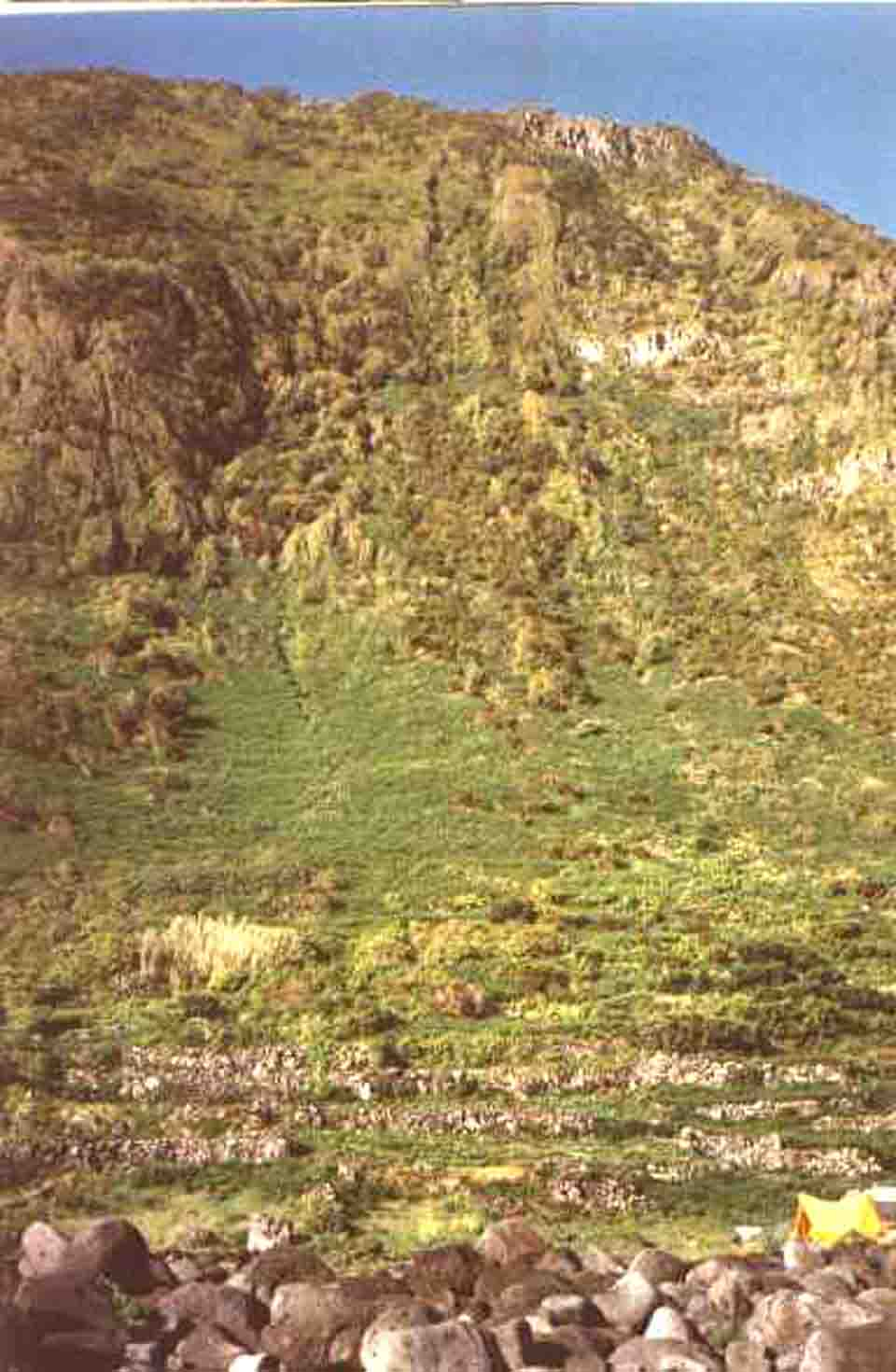
Fajã Rasa, Toledo (Velas). Falésia da Costa Norte, ilha de São Jorge

De acordo com as suas características, origem e localização, as fajãs podem ser classificadas em:
- Fajãs costeiras – fajãs em contacto directo com o litoral.
  - Fajãs de delta lávico – fajãs criadas quando as escoadas de lava avançam sobre o mar, provocando o recuo da linha de costa. Estas fajãs, em geral muito resistentes à erosão do mar por serem constituídas por grandes massas rochosas compactas e sem fissuração apreciável, são em geral delimitadas por costas abruptas, angulosas, fortemente recortadas, com grandes calhaus no seu sopé. Os solos, quando não tenha havido recobrimento por materiais de projecção ou derrocadas posteriores, são em geral esqueléticos. À superfície destes deltas podem ocorrer pseudo-crateras ou cones litorais e a erosão da frente da escoada ou uma drenagem posterior conferem-lhe frequentemente um aspecto digitado. São frequentes os arcos rochosos costeiros e as grutas marinhas resultantes da infra-escavação pela erosão por acção do mar.
  - Fajãs de talude (ou fajãs detríticas) – são fajãs criadas pela acumulação de materiais resultantes do desmoronamento das encostas sobranceiras. Estas fajãs tendem a ser mais aplanadas e, por serem constituídas por materiais soltos, facilmente sujeitos ao transporte pelas ondas, têm em geral costas de formas suaves e quase rectilíneas, com praias de calhau rolado de dimensão variável. Nas costas mais expostas à ondulação, em geral as viradas a norte, formam-se por vezes cordões de calhaus rolados que conduzem ao aparecimento de formações lagunares (como acontece na Fajã da Caldeira de Santo Cristo). Os solos destas fajãs são em geral muito férteis, embora as mais perigosas para habitação humana, dada a recorrência dos desmoronamentos. Os grandes terramotos tendem a formar novas fajãs deste tipo, como aconteceu profusamente no grande sismo do Mandado de Deus, na metade leste de São Jorge.
- Fajãs de altitude e pequenas achadas – fajãs encaixadas em encostas longe do mar, em geral pequenos planaltos ou vales aplainados no sopé de montanhas ou de cones vulcânicos.
  - Fajãs de encosta – plataformas formadas em consequência de quebradas que deixam plataformas de ablação nas encostas. Em geral de pequena extensão, apresentam pouco interesse para uso humano, mas são importantes como biótopos para espécies que exigem boa exposição solar e boa drenagem.
  - Fajãs de sopé ou pequenas achadas – são plataformas aplanadas existentes no sopé de encostas ou entre cones vulcânicos. O termo achada resulta do seu interesse como locais privilegiados de cultivo, preferidos para fixação pelos colonizadores quando os achavam no desbravar das ilhas.

## Fajãs da ilha de São Jorge

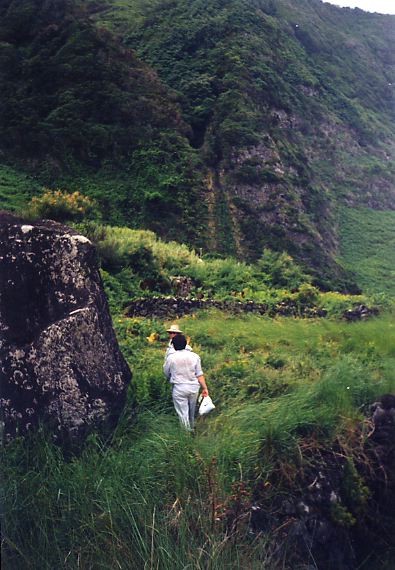
Fajã de Vasco Martins, Falésias.

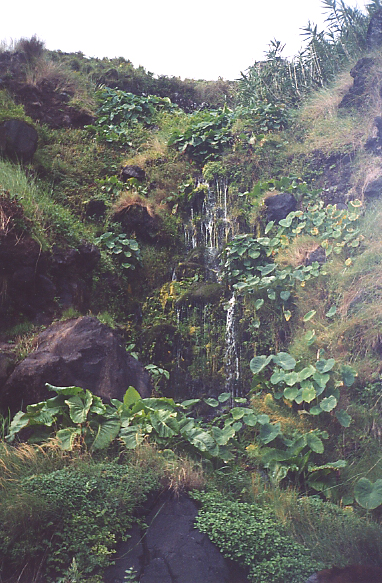
Fajã de Vasco Martins, aspecto da riqueza da Biodiversidade da flora.

Para efeitos de preservação e salvaguarda do património natural e cultural das fajãs da ilha de São Jorge, o conceito de fajã foi objecto de consagração legal, tendo o parlamento açoriano, através do Decreto Legislativo Regional n.º 32/2000/A, de 24 de Outubro, definido que se entende por fajã toda a área de terreno relativamente plana, susceptível de albergar construções ou culturas, anichada na falésia costeira entre a linha da preia-mar e a cota dos 250 m de altitude.
Devido à sua origem, a geomorfologia das fajãs ganha em geral um carácter de pronunciado anfiteatro, de extensão e inclinação muito variáveis, em geral com o declive aumentando rapidamente com a aproximação do sopé da falésia ou encosta. No caso das fajãs litorâneas, a encosta que as delimita pelo lado de terra é em geral uma arriba fóssil que mantém o seu carácter de falésia costeira, incluindo a flora e fauna que lhe são típicas.
Pelas suas características climáticas, particularmente quando voltadas para sul ou sueste, e pela abundância de recursos naturais, aliada à facilidade de acesso ao mar, já que virtualmente todas as fajãs têm o seu portinho, as fajãs foram locais de fixação inicial dos colonizadores, tendo sido a partir delas que irradiou o povoamento das terras altas do interior.
A diferenciação climática é tal que nas fajãs costeiras do sul da ilha de São Jorge, em especial na Fajã de São João, existem microclimas onde, com plantas trazidas do Brasil, se fizeram pequenas plantações de cafeeiro, os quais produzem cerca de 50 kg/planta/ano de excelente café, seguramente o local de mais alta latitude onde aquela planta cresce.